# Rita Payés
Rita Payés Roma (Vilassar de Mar, 29 settembre 1999) è una cantautrice, trombonista e musicista spagnola, esponente dello straight-ahead jazz.

## Biografia
Nata a Vilassar de Mar, Rita Payés proviene da una famiglia di musicisti. Sua madre, Elisabeth Roma, è una chitarrista classica, mentre suo padre e suo fratello sono trombettisti. Si diplomò in trombone jazz presso l'Escola Superior de Música de Catalunya.
All'età di tredici anni, entrò a far parte della Sant Andreu Jazz Band, diretta da Joan Chamorro; in questo contesto iniziò ad esibirsi al fianco di altre giovanissime musiciste quali Andrea Motis, Magalí Datzira, Alba Armengou ed Eva Fernández. A quindici anni, Rita Payés pubblicò il suo primo album.
Nel settembre 2017, insieme al Motis Chamorro Quintet, suonò nel contesto del festival Tanjazz di Tangeri, in Marocco. Il periodico La Vie Éco la definì una delle grandi promesse per gli anni a venire.
Nel 2019, insieme a sua madre, Rita Payés pubblicò l'album di cover Imagina. Per promuovere il lavoro, le due organizzarono un tour in tutta Europa. In collaborazione con il pianista italiano Massimo Faraò, nello stesso anno Rita Payés incise due album a New York: My Ideal con Scott Hamilton e In New York. Si aggiudicò inoltre il premio Ella Fitzgerald al Festival Internazionale di Jazz di Barcelona.

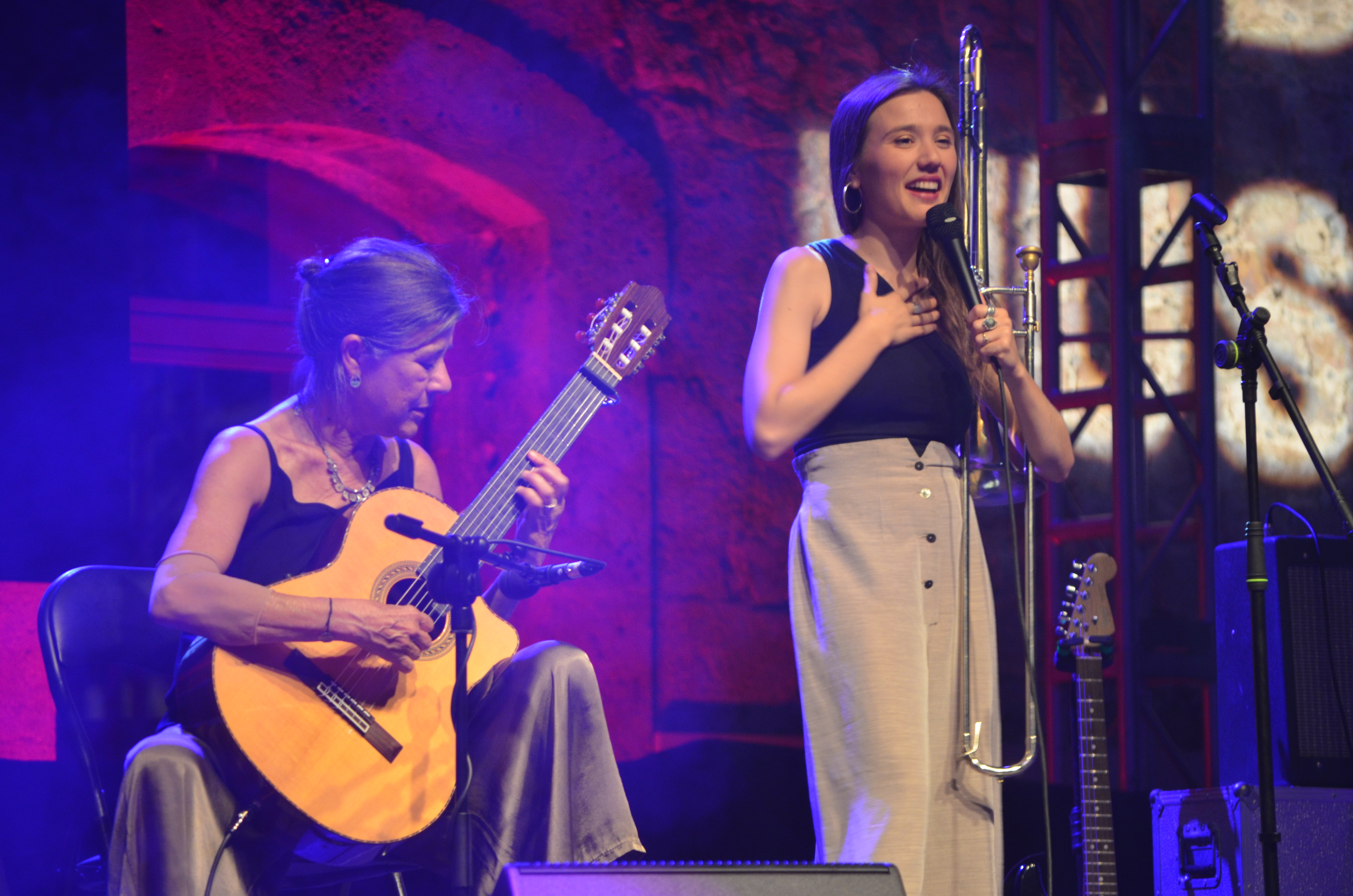
Rita Payés si esibisce con sua madre Elisabeth Roma

Nell'aprile del 2021, pubblicò l'album Como la piel, in cui collaborò nuovamente con sua madre, con i suoi fratelli Eudald e Pere e con il suo compagno Pol Batlle; il lavoro, prodotto da Juan Rodríguez Berbín, venne eletto miglior album latino da NPR Music nel 2021. La composizione originale Nunca vas a comprender fu particolarmente apprezzata da NPR Music, che descrisse la voce di Rita Payés come "angelica" e riguardo all'intero album affermò: "La perfezione sincrona del duo madre-figlia evoca una sensazione di serendipità". Due mesi più tardi, le venne conferito il premio Alícia 2021 per i talenti emergenti, assegnato dall'Acadèmia Catalana de la Música.
Nel mese di giugno del 2021, Rita Payés e sua madre presentarono il loro repertorio in occasione del JazzBaltica di Timmendorfer Strand, in Germania; il concerto ottenne un ottimo riscontro di critica. Durante l'estate, le due si esibirono in un concerto per l'INNtöne Jazzfestival nell'Innviertel, che venne trasmesso dall'emittente radiofonica austriaca Ö1.
Sempre nel 2021, collaborò con il gruppo musicale catalano Oques Grasses nel brano La gent que estimo.
A luglio dell'anno successivo, Rita Payés e la sua band suonarono al Jazzclub di Treviri. Il giornale Volksfreund le dedicò un articolo intitolato "L'angoscia può essere così raffinata", in cui definiva la sua voce "fantastica" e il suo stile un mix tra l'accattivante, l'aggressivo e il triste. Ad agosto, Payés collaborò con la WDR Big Band in due concerti intitolati The Spanish Trombone a Colonia. A novembre 2022, Payés si esibì con il suo gruppo allo Studio Foce di Lugano, all'Ancienne Belgique di Bruxelles e tenne un concerto al 22º festival Rigas Ritmi a Riga, in Lettonia. Recensendo il concerto a Bruxelles, il critico Didier Deroissart descrisse il repertorio di Rita Payés come un mix di jazz, bossa nova e musica lounge con un po' di americana.
Rita Payés prese parte come ospite alla 36ª cerimonia dei Premi Goya, trasmessa in diretta da RTVE; in questa cornice, si esibì sulle note di Te venero insieme al rapper C. Tangana. La performance fu lodata da diversi giornali, tra cui El Independiente di Madrid, che scrisse che la sua voce profonda aveva eclissato "la famosa presenza di C. Tangana".
Nel 2023 il cantautore Jon Batiste le offrì un duetto nel brano My Heart, pubblicato nel suo album World Music Radio.
Il suo terzo album in studio, De camino al camino, venne pubblicato in tutto il mondo il 12 luglio 2024.

## Vita privata
Nel dicembre 2021, Rita Payés annunciò di aver dato alla luce una bambina, avuta col marito e collaboratore Pol Batlle. La coppia ebbe poi un'altra figlia, che nacque a maggio 2024.

## Discografia

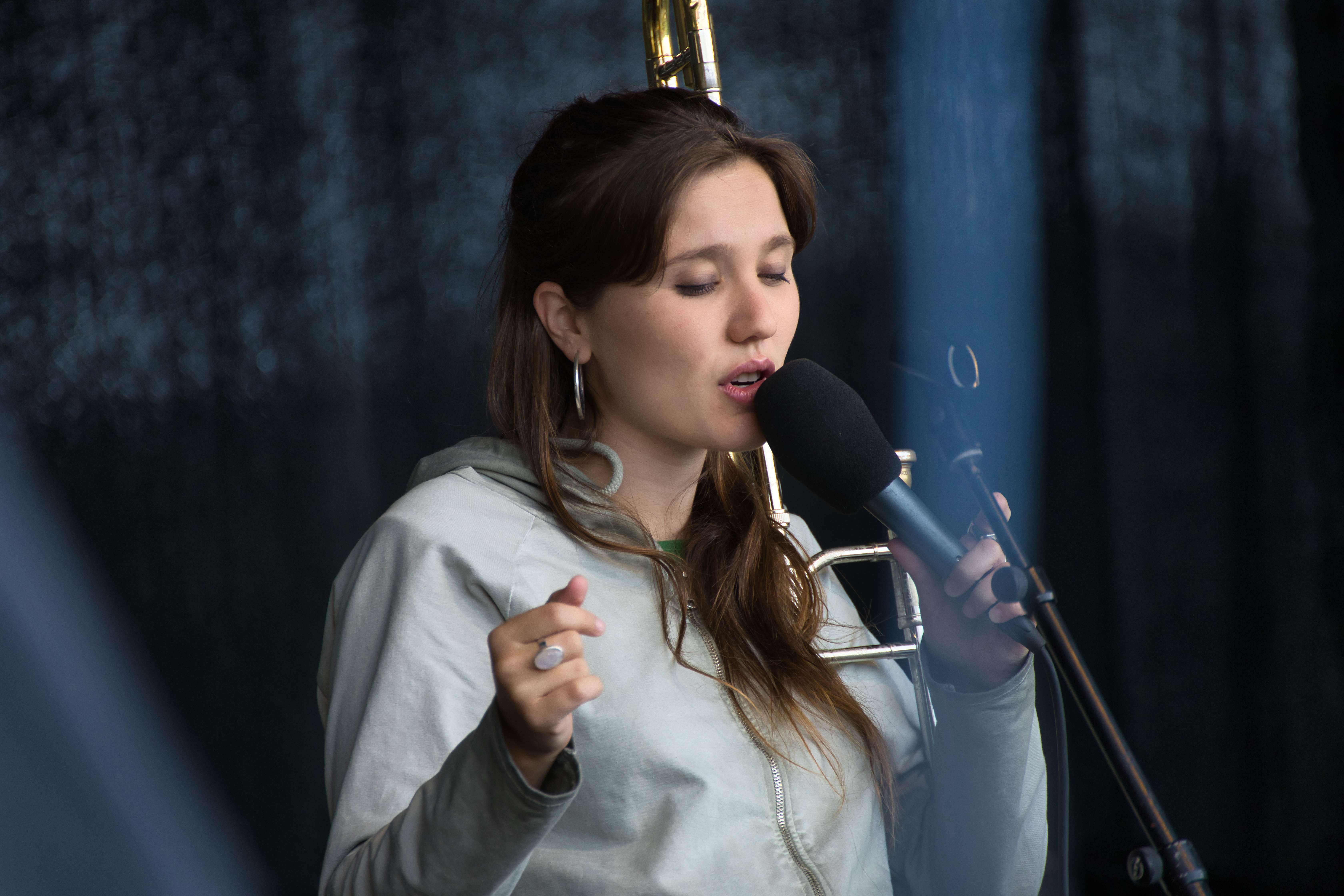
Rita Payés nel 2021

- Joan Chamorro presenta La Màgica de la Veu (Jazz to Jazz, 2014)
- Joan Chamorro presenta Rita Payés (Jazz to Jazz, 2015)
- Lua amarela'' (Jazz to Jazz, 2016)
- Imagina (con Elisabeth Roma, 2019)
- My Ideal (Venus, 2019)
- In New York (Venus, 2019)
- Como la piel (con Elisabeth Roma, 2021)
- De camino al camino (2024)

### Collaborazioni
- 2021 – La gent que estimo (con gli Oques Grasses)